# Guerra tra Venezia e Bisanzio (1171-1175)
La guerra tra Venezia e Bisanzio combattuta tra il 1171 e il 1175 fu il secondo scontro armato tra le due potenze del Mediterraneo Orientale. Si trattò un conflitto privo di grandi episodi bellici, ma dai profondi strascichi geopolitici, combattuto dalla Repubblica di Venezia e dall'Impero bizantino per il controllo del commercio orientale.

## Preludio

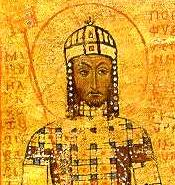
Raffigurazione di Manuele I Comneno basileus dell'Impero bizantino.

Nel 1167 Venezia e numerosi Comuni dell'Italia settentrionale, si erano uniti nella Lega Lombarda contro l'Imperatore Federico Barbarossa, ricevendone l'immediato sostegno del Basileus Manuele Comneno, che, intenzionato a riconquistare a sua volta l'Italia meridionale, aveva istigato Ancona alla rivolta contro l'Impero tedesco, provvedendo ad inviare una flotta nell'Adriatico al comando del Domestico d'Oriente e Occidente Giovanni Ducas.
L'imperatore bizantino cercò quindi il sostegno delle Repubbliche Marinare italiane col rinnovo e l'ampliamento degli antichi privilegi commerciali e con profferte di amicizia, ma Venezia, che non gradiva interferenze in quello che considerava il proprio mare, nonostante la buona accoglienza di facciata riservata agli ambasciatori bizantini, si rifiutò di appoggiarlo concretamente.
Irritato, Manuele si adoperò per riportare sotto il suo diretto controllo gran parte della Dalmazia e spinse gli Anconetani a condurre una serie di azioni di pirateria nell'Adriatico, che furono però in breve represse dalla flotta di Venezia, mentre la Repubblica interrompeva per rappresaglia le relazioni commerciali con Costantinopoli.

La situazione sembrava essersi però ristabilita, quando improvvisamente il 12 marzo 1171, a seguito dell'incendio della colonia genovese di Galata, di cui erano stati accusati i Veneziani, l'Imperatore ordinò l'arresto di tutti i cittadini veneti presenti nei territori dell'Impero bizantino e la confisca di tutti i loro beni.
Questo atto rese evidente le ragioni profonde dello scontro, dovute alla preponderanza commerciale assunta da Venezia a partire dai privilegi concessi con la crisobolla del 1082 di Alessio I Comneno e la successiva crisobolla del 1126 di Giovanni II. La situazione era di fatto divenuta tale da trasformare la secolare alleanza tra il Ducato di Venezia e l'Impero d'Oriente in un abbraccio mortale che strangolava l'economia bizantina sotto il peso delle infinite esenzioni e monopoli dei mercanti veneziani: di fronte ad una tale condizione, l'imperatore Manuele si era trovato a dover favorire Genova e Pisa nel tentativo di arginare lo strapotere di Venezia, a costo di rischiare il conflitto diretto. L'incendio di Galata e la conseguente reazione imperiale, fosse vera completamente o solo in parte la responsabilità veneziana, erano solo gli episodi finali di una lunga guerra commerciale apertasi nei mercati levantini tra le potenze marinare italiane e lo stesso Impero orientale combattuta, oltre che sul terreno della politica e della diplomazia, con veri e propri atti di pirateria che sfioravano la guerra aperta.

## Il conflitto

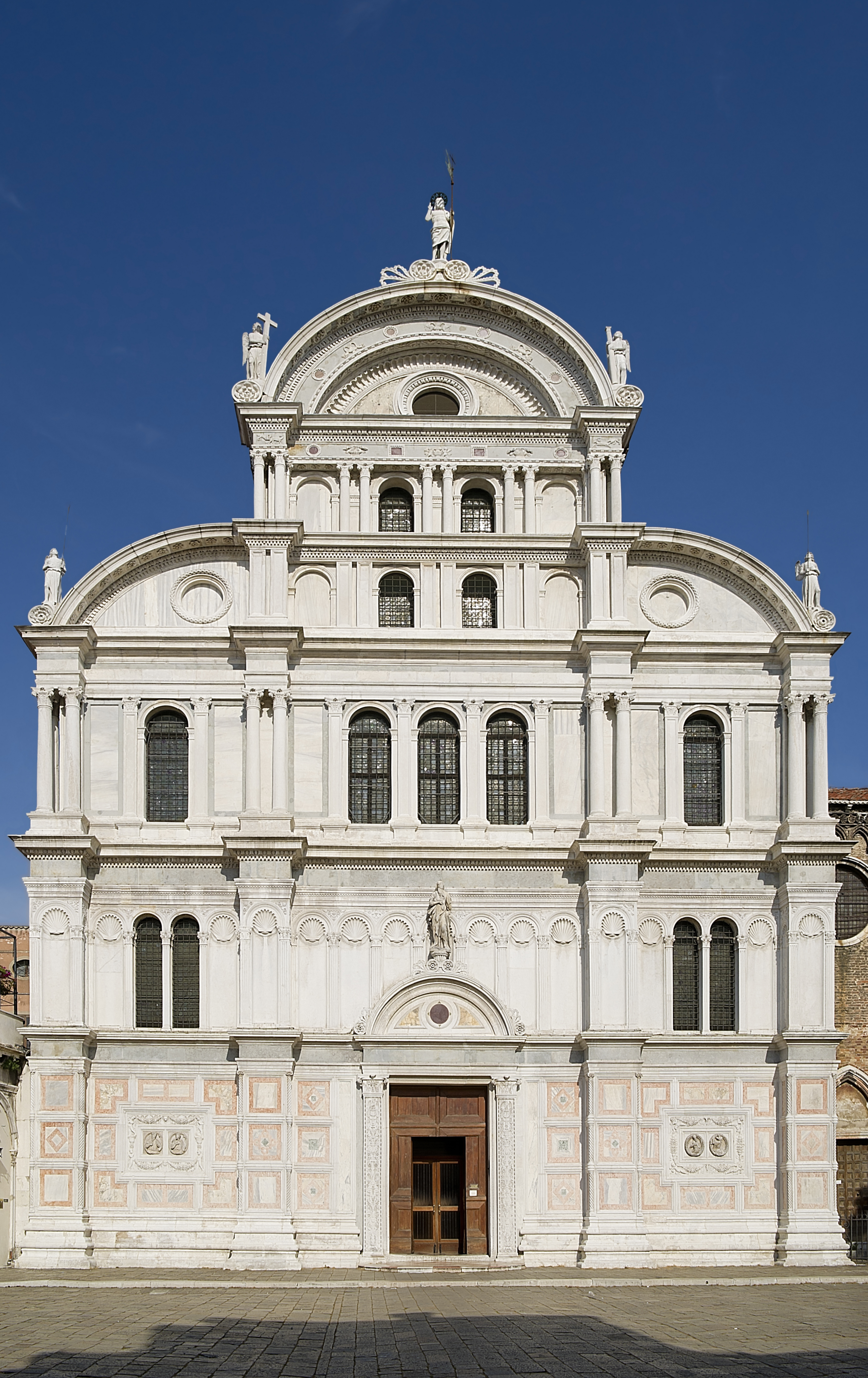
La chiesa di San Zaccaria a Venezia, dove trovò la morte il doge Vitale II Michiel.

Quando a Venezia giunse l'incredibile notizia dell'arresto di quasi diecimila concittadini nella sola Costantinopoli, la guerra divenne inevitabile. Si ordinò il rientro di tutti i cittadini assenti e il ricorso a prestiti, per garantire i quali venne costituito il Banco Giro, primo esempio di banca pubblica in Europa, mentre si reclamava dalle città istriane e dalmate il rispetto dei trattati sulla fornitura di contingenti navali.
In sei mesi l'Arsenale di Venezia allestì qualcosa come cento galee e venti navi tonde, che salparono nel mese di settembre al comando del doge Vitale II Michiel.
Nelle intenzioni veneziane, probabilmente, la guerra doveva risolversi in una riedizione della vittoriosa spedizione punitiva del 1122-1126 condotta dal Domenico Michiel, avo di Vitale II, che aveva piegato le resistenze bizantine alla penetrazione commerciale dei mercanti della Repubblica.
La flotta investì per prima Ragusa, che aveva rifiutato di fornire a Venezia le navi richieste, e proseguì verso l'Egeo, puntando su Negroponte, dove il governatore bizantino presentò l'offerta di pace dell'Imperatore, che nel frattempo aveva visto le sue forze incrementate dai contingenti pisani e genovesi. Le tregua stipulata per consentire le trattative, alle quali partecipavano i futuri dogi Sebastiano Ziani, Orio Mastropiero ed Enrico Dandolo, consentì ai Greci di guadagnare l'inverno, quando la flotta veneziana dovette ritirarsi a Chio per trascorrere la brutta stagione.
L'affollamento e le dure condizioni di vita sulle galee portarono alla diffusione del morbo tra gli equipaggi veneziani, così che infine la flotta fu costretta a rientrare, con l'arrivo della primavera, a Venezia.
Il 28 maggio 1172 il Doge, ormai circondato di nemici e ritenuto colpevole della tragedia per aver accettato le pretestuose trattative dell'Imperatore, cercò rifugio nel monastero di San Zaccaria, ma venne ugualmente assassinato. La morte di Vitale II fornì l'occasione per una resa dei conti politica e ad una profonda revisione costituzionale che privò definitivamente l'assemblea popolare del potere politico e dell'elezione ducale, in favore del patriziato, che costituì un nuovo organo sovrano, il Maggior Consiglio.
Il nuovo doge, Sebastiano Ziani, inviò quindi nuovi ambasciatori al basileus, per cercare di riportare la pace e riaprire la strada ai commerci. Di fronte, però, al prolungarsi delle trattative e soprattutto alla notizia della disastrosa sconfitta subita da Manuele nella battaglia di Miriocefalo, lo Ziani si preparava a riprendere le armi.
Nel 1173 venne stretto un accordo persino con lo stesso Federico Barbarossa, che in quel momento era in pieno conflitto con la Lega Lombarda, ma che ricevette ugualmente appoggio dalla flotta veneziana nell'assedio di Ancona.
Nel settembre 1175 venne stretta un'alleanza tra Venezia e Guglielmo II di Sicilia, storico rivale dei Bizantini. 
Manuele, che in quel momento si trovava in una situazione di difficoltà dopo la definitiva perdita dell'Asia Minore, si risolse quindi alla pace.

## Epilogo
L'Imperatore di Bisanzio acconsentì a restituire la libertà e i beni ai coloni veneziani nei territori dell'Impero e al pagamento di mille e cinquecento libbre d'oro, oltre che al ripristino dei precedenti diritti commerciali.
Nonostante gli scarsi episodi militari, questo conflitto causò pesanti e durature conseguenze per i due contendenti, sia per Bisanzio, che si trovò alla fine del conflitto con le casse svuotate e i commerci danneggiati, sia ancor di più per Venezia. La crisi istituzionale provocata dalla fallita spedizione di Vitale II Michiel, segnò infatti per la Repubblica di San Marco il definitivo passaggio tra un sistema politico in bilico tra i sistemi monarchico, aristocratico e democratico ad uno pienamente aristocratico, che si consolidò rapidamente, durando fino alla caduta della Repubblica.
Gli effetti del conflitto inaspriranno ancora di più le reciproche diffidenze tra Veneziani e Bizantini e, più in generale, tra Bizantini e Latini, fino a provocare, prima il massacro dei Latini di Costantinopoli nel 1181, durante il breve regno di Alessio II Comneno, poi l'invasione dei Normanni siciliani all'epoca di Andronico I Comneno, infine la Quarta crociata e la presa di Costantinopoli ad opera del doge Enrico Dandolo, già ambasciatore presso la corte di Manuele durante la guerra.